# Music for Hardcorepunx
Music for Hardcorepunx är 59 Times the Pains andra EP, utgiven 1998. Skivan innehåller uteslutande coverlåtar av bl.a. Cockney Rejects, Minor Threat, Eddy Grant m.fl.

## Låtlista[1]
1. "Can't Change Me" - 3:07
2. "Burned" - 2:14
3. "Against It" - 1:14
4. "Flares n' Slippers" - 1:37
5. "Small Man, Big Mouth" - 0:52
6. "Police on My Back" - 2:19

## Personal[1]
- Magnus Larnhed - sång, gitarr
- Michael Conradsson - bas
- Niklas Lundgren - gitarr
- Toni Virtanen - trummor